# 'Arriet's Baby
'Arriet's Baby è un cortometraggio muto del 1913 diretto da Van Dyke Brooke.

## Trama
'Arriet Rogers è la figlia di Tom Rogers, un venditore ambulante ormai in pensione. La ragazza ha due corteggiatori: il primo è l'innamorato Bill Larkin, un marinaio; il secondo, Bob 'Armon. Quest'ultimo, un tipo sveglio che gioca ai cavalli vincendo un sacco di soldi, convince il vecchio Rogers che gli promette la figlia in moglie. Mentre Bill è per mare, si celebrano in grande stile le nozze tra 'Arriet e Bob. Ben presto, però, la fortuna che fino a quel momento ha sempre assistito Bob, gira e i tempi bui si avvicinano. Bob, che non ha mai lavorato, perde non solo tutto il suo denaro ma anche quello del suocero. Si mette a bere e tratta brutalmente la moglie, in attesa di un bambino. La situazione che si è creata fa morire di crepacuore il vecchio Rogers, mentre ormai Bob è diventato un bruto senza speranza. Costretto a fuggire dopo aver gravemente ferito un altro uomo, sparisce lasciando nella più completa indigenza la moglie e il loro bambino. La donna è costretta perfino a mendicare. Un giorno, incrocia Bill, tornato dai suoi viaggi in mare. Lei è talmente debole, che cade a terra svenuta. Bill la porta a casa e chiama un medico. Ma, ormai, è troppo tardi: i patimenti hanno colpito troppo duramente la donna che muore davanti a lui. Prima di morire, 'Arriet gli fa promettere che si prenderà cura del suo bambino. Bill onorerà la promessa fatta alla donna che aveva teneramente amato e alleverà il piccolo come fosse suo.

## Produzione
Il film fu prodotto dalla Vitagraph Company of America.

## Distribuzione
Distribuito dalla General Film Company, il film - un cortometraggio in una bobina - uscì nelle sale cinematografiche statunitensi il 21 giugno 1913.